# Evropa suverenih narodov
Evropa suverenih narodov (angleško Europe of Sovereign Nations, nemško Europa Souveräner Nationen, ESN) je skrajno desna politična skupina Evropskega parlamenta, ki je bila oblikovana ob ustanovitvi 10. Evropskega parlamenta po evropskih volitvah 2024. Ustanovljena je bila 10. julija 2024, pod vodstvom stranke Alternativa za Nemčijo (AfD), ki je članica z največ evroposlanci.

## Zgodovina
Načrti AfD za oblikovanje nove politične skupine z imenom Suverenisti so postali znani kmalu po volitvah v Evropski parlament 2024. Evropski poslanci Alternative za Nemčijo so bili maja 2024, tik pred volitvami izključeni iz skupine Identiteta in demokracija zaradi očitkov o simapatiziranju z nacizmom. 4. julija 2024 je nato evroposlanec s Češke Ivan David (SPD) napovedal oblikovanje nove politične skupine z AfD. Kot naslednica skupine Identiteta in demokracija je bila 8. julija ustanovljena skupina Domoljubi za Evropo (PfE). Morebitno priključitev slednji so v stranki Svoboda in neposredna demokracija (SPD) takoj zavrnili, kot razlog pa navedli, da so člani PfE podpirali zeleni dogovor in migracije, s čimer so se navezovali na dejanja češke stranke ANO 2011 Andreja Babiša.
Alternativa za Nemčijo (AfD) ter Svoboda in neposredna demokracija (SPD) sta obe nekdanji članici skupine ID. Francoska stranka Rekonkvista se je razcepila, pri čemer so se štirje od petih evropskih poslancev po izključitvi iz stranke pridružili Evropskim konzervativcem in reformistom. Njihov preostali evroposlanec se je pridružil skupini Evropa suverenih narodov. Bolgarski Preporod je 12. aprila 2024 predstavil Sofijsko deklaracijo, skupaj s strankami Republiško gibanje (Slovaška), Forum za demokracijo (Nizozemska), Gibanje naša domovina (Madžarska), Alternativa za Švedsko in Grško kmetijsko-živinorejsko stranko. Tudi stranka Češka na prvem mestu! je izrazila interes za oblikovanje pacifistične in evroskeptične skupine za izboljšanje odnosov z Rusijo, skupaj s strankami, kot je Republiško gibanje. Nekateri posamezni evropski poslanci (npr. Maximilan Krah) ali pa politične stranke (npr. S.O.S. Romunija) so bili s strani skupine zavrnjeni zaradi izjav o SS in Rusiji, drugi (npr. poljsko Državljansko gibanje) pa so sami zavrnili sodelovanje, zaradi vključenosti stranke AfD.
Na ustanovnem srečanju skupine, dne 10. julija 2024, sta bila za sopredsednika izvoljena René Aust (AfD) in Stanisław Tyszka (Novo upanje), izbrani pa so bili tudi namestniki predsednikov.

## Stranke članice

### 10. sklic Evropskega parlamenta
| Država         | Stranka                                                                                    | Evropska stranka | Evropska stranka | Evroposlanci |
| -------------- | ------------------------------------------------------------------------------------------ | ---------------- | ---------------- | ------------ |
| Bolgarija      | Preporod Възраждане                                                                        |                  | ESN              | 3 / 17       |
| Češka          | Svoboda in neposredna demokracija Svoboda a přímá demokracie (SPD)                         |                  | ESN              | 1 / 21       |
| Francija       | Rekonkvista Reconquête (R!)                                                                |                  | ESN              | 1 / 81       |
| Nemčija        | Alternativa za Nemčijo Alternative für Deutschland (AfD)                                   |                  | ESN              | 14 / 96      |
| Litva          | Zveza ljudstva in pravičnosti Tautos ir teisingumo sąjunga (centristai, tautininkai) (TTS) |                  | ESN              | 1 / 11       |
| Poljska        | Novo upanje Nowa Nadzieja (NN)                                                             |                  | ESN              | 3 / 53       |
| Madžarska      | Gibanje naša domovina Mi Hazánk Mozgalom (MHM)                                             |                  | ESN              | 1 / 21       |
| Poljska        | Republiško gibanje Hnutie Republika                                                        |                  | ESN              | 1 / 14       |
| Evropska unija | Skupaj                                                                                     | Skupaj           | Skupaj           | 25 / 720     |